# Casa Natal del Canónigo Gordillo
La casa natal del Canónigo Gordillo, en el término municipal de Santa María de Guía, isla de Gran Canaria (Canarias, España), situada en la calle José Samsó Henríquez, n.º 46, de la parte alta del casco urbano, conocido por Barrio de San Roque, fue residencia del Ilustre hijo de esta ciudad D. Pedro Gordillo y Ramos (Santa María de Guía 1773-La Habana 1844), elegido diputado en 1810 y presidente de las Cortes de Cádiz en 1813. En este hecho histórico radica su importancia. 
El inmueble está inscrito en una parcela de forma rectangular, entre medianeras, y la construcción se reduce a una crujía recayente hacia la citada calle. Este pabellón, con cubierta de construcción tradicional, de teja árabe adherida con torta de barro sobre caña y listones de madera vista por su parte interior, reduce sus huecos de fachada al acceso de la planta baja y a una ventana en la planta alta. A esta última estancia se accede desde el patio por una escalera con peldaños de cantería azul, sin barandilla, salvo en la parte que une a la planta superior en la que sobresale un medio balcón de madera, con baranda de igual material. En la parte baja de la escalera, aprovechando su máxima altura se sitúa un hueco compuesto por dos puertas de madera superpuestas, siendo la situada en la parte superior con forma de arco. El patio está empedrado y en su fondo se localiza otra dependencia.
En Gran Canaria existe un monumento de Canónigo Gordillo(1986). Exactamente en Casablanca 3 (Las Palmas). Hay que lamentar su pérdida por mutilación y deterioro.